# Any Time at All
"Any Time at All" é uma canção composta por John Lennon e creditada a Lennon/McCartney. Foi gravada pela banda britânica The Beatles, no álbum A Hard Day's Night, de 1964.